# Praga E-39
Praga E-39/BH-39 foi um avião de treinamento checoslovaco.

## História
Esta aeronave foi projetada pelos engenheiros Pavel Beneš e Miroslav Hajn, da companhia de aviação checa ČKD-Praga em 1931. Voou pela primeira vez em junho deste mesmo ano. O biplano, configuração padrão para a época, foi um sucesso imediato e pedidos foram feitos pela Força Aérea Checoslovaca que os utilizou como avião de treinamento elementar em suas escolas de voo durante a década de 1930. A produção antes da Segunda Guerra Mundial desta aeronave foi de 139 unidades. Após a ocupação alemã na Checoslováquia em 1939, a área oriental do país foi dividido politicamente em um estado separado da Eslováquia. Sob o governo alemão, tornou-se um aliado alemão e sua pequena Força Aérea foi tomada pela Luftwaffe. Dez dos Praga E-39 foram fornecidos à Força Aérea Eslovaca que os utilizou inicialmente como aviões de treinamento, mas durante a invasão alemã à União Soviética, transferiu vários deles para a Frente Soviética, onde foram empregados pelos eslovacos como plataformas de reconhecimento em suporte às forças terrestres alemãs. Outros E-39 foram utilizados pela Luftwaffe em suas escolas de voo como treinadores elementares e ainda outros fornecidos para a Força Aérea da Hungria para desempenhar a mesma função.

## Variantes
E-39NZ / BH-39NZMotorizado com um motor radial refrigerado à ar de 9 cilindros Walter NZ 120, com 120 hp.
E-39G / BH-39GMotorizado com um motor radial refrigerado à ar de 9 cilindros Walter Gemma, com 150 hp.
E-39AG / BH-39AGMotorizado com um motor radial refrigerado à ar de 7 cilindros Armstrong Siddeley Genet Major, com 150 hp.

## Operadores
Checoslováquia
- Força Aérea Checoslovaca

 Alemanha Nazi
- Luftwaffe

 Hungria
- Força Aérea da Hungria

 Eslováquia
- Força Aérea da Eslováquia (1939-1945)
- Força Aérea Insurgente da Eslováquia